# Elvis Payé
Elvis Emerson Payé Mamani (nacido Huatasani, Huancané, Perú, 30 de julio de 1992), es un futbolista peruano que se demarca como delantero en Unión Soratira de la Copa Perú.

## Trayectoria

### Binacional
Elvis Payé, llegó a formar parte de las filas del club Deportivo Binacional. El 19 de junio de 2022 debutó frente al Club Alianza Lima.
Anotó su primer gol a los 57 minutos, frente a la Club Deportivo Universidad San Martin de Porres.

## Clubes
| Club                                | País | Año       |
| ----------------------------------- | ---- | --------- |
| Cultural Social Progreso            | Perú | 2007-2009 |
| Deportivo Junior Universidad Andina | Perú | 2010-2011 |
| Junior De La Universidad Andina     | Perú | 2012      |
| Estudiantes Puno                    | Perú | 2012      |
| Junior De La Universidad Andina     | Perú | 2013      |
| Diablos Rojos                       | Perú | 2014      |
| Unión Fuerza Minera                 | Perú | 2014      |
| Unión Usicayos                      | Perú | 2015      |
| Junior De La Universidad Andina     | Perú | 2015      |
| Deportivo Municipal                 | Perú | 2015      |
| Unión Fuerza Minera                 | Perú | 2015      |
| Diablos Rojos                       | Perú | 2016      |
| Unión Fuerza Minera                 | Perú | 2016      |
| Credicoop San Román                 | Perú | 2017      |
| Alfonso Ugarte                      | Perú | 2017      |
| Credicoop San Román                 | Perú | 2018      |
| FC Cahusiños de San Miguel LG       | Perú | 2019      |
| Alfonso Ugarte                      | Perú | 2020-2021 |
| Deportivo Binacional                | Perú | 2022      |
| Alfonso Ugarte                      | Perú | 2023      |
| Atlético FC Mañazo                  | Perú | 2024      |
| Racing de Cuyocuyo                  | Perú | 2024      |
| Unión Soratira                      | Perú | 2024-     |

## Palmarés

### Distinciones individuales
| Distinción               | País | Año  |
| ------------------------ | ---- | ---- |
| Goleador de la Copa Perú | Perú | 2021 |